# Peter Arbenz

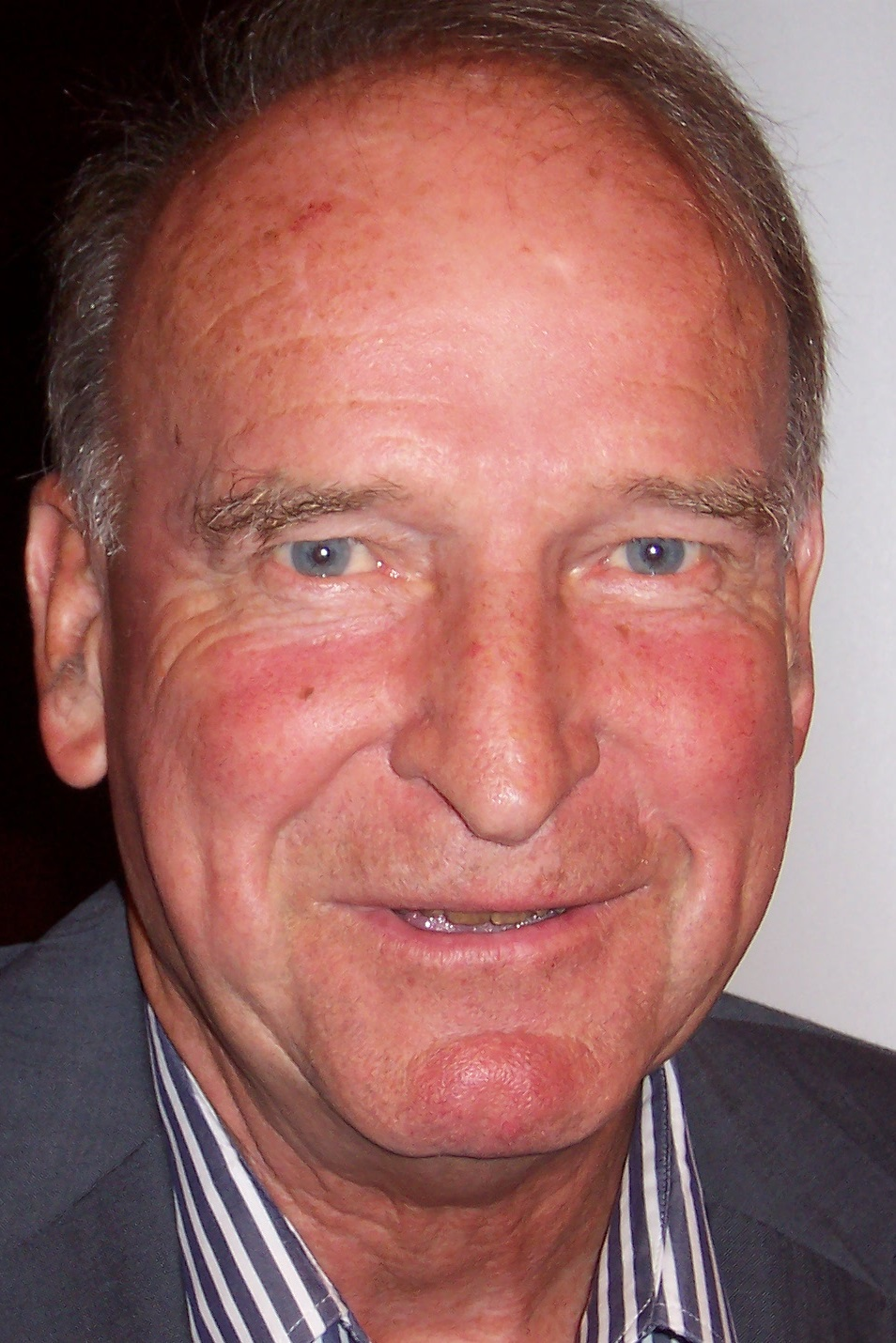
Peter Arbenz (2010)

Peter Heinrich Arbenz (* 23. August 1937 in Winterthur; heimatberechtigt in Andelfingen; † 3. September 2023) war ein Schweizer Entwicklungshelfer, Politiker (FDP), Beamter und Milizoffizier (Brigadier). Er war von 1986 bis 1993 eidgenössischer Delegierter für das Flüchtlingswesen bzw. Direktor des Bundesamts für Flüchtlinge und von 2001 bis 2012 Präsident der Entwicklungsorganisation Helvetas bzw. Helvetas Swiss Intercooperation.

## Biographie
Peter Arbenz studierte ab 1956 Politikwissenschaften an der Hochschule St. Gallen für Wirtschafts- und Sozialwissenschaften, dabei absolvierte er ein Auslandsemester an der London School of Economics.  Nach seinem Studium arbeitete er in der Organisationsabteilung der Firma Gebrüder Sulzer AG in Winterthur.
Schon während des Studiums engagierte sich Arbenz für die Internationale Rotkreuz- und Rothalbmond-Bewegung, in deren Auftrag er nach Ungarn und Afrika reiste. Ab 1962 war er für die Entwicklungsorganisation Helvetas tätig, u. a. als Interimsleiter eines Berufsbildungszentrums in Tunesien. Im Auftrag der Schweizer Direktion für Entwicklungszusammenarbeit und humanitäre Hilfe leitete er 1964–1967 ein Projekt zur Wiedereingliederung tibetischer Flüchtlinge in Nepal. Von 1969 bis 1973 fungierte Arbenz als Geschäftsleiter der Helvetas. Danach ging er wieder in die Privatwirtschaft und wurde Delegierter des Verwaltungsrates der Firma Hasler Handels AG.
Arbenz wurde 1970 für die FDP in den Grossen Gemeinderat von Winterthur gewählt, von 1977 bis 1986 gehörte er dem Stadtrat an und stand dem Departement Bau vor. In dieser Position vertrat er eine autofreundliche Stadtentwicklung und verzögerte die Umsetzung der Initiative für eine autofreie Altstadt. In vielen Fällen befürwortete er den Abriss alter Gebäude zugunsten von Neubauten. Unter seiner Ägide wurden das Theater am Stadtgarten, das Krankenhaus Oberwinterthur, das Altersheim Brühlgut sowie die Unterführungen Zürcher- und Wülflingerstrasse eröffnet.
Von 1973 bis 1983 war er ausserdem Präsident des Schweizerischen Aufklärungsdienstes (SAD), einer antikommunistischen Organisation der „Geistigen Landesverteidigung“, der sich unter Arbenz’ Präsidium inhaltlich öffnete und 1982 in «Schweizerische Arbeitsgemeinschaft für Demokratie» umbenannte.

Peter Arbenz (1986)

Bundesrätin und Parteikollegin Elisabeth Kopp ernannte Arbenz 1986 zum ersten Delegierten für das Flüchtlingswesen im Eidgenössischen Justiz- und Polizeidepartement, anschließend war er von 1990 bis 1993 Direktor des Bundesamts für Flüchtlinge. 1997 verlieh ihm die Stiftung gegen Rassismus und Antisemitismus den Preis für Menschlichkeit. Bundesrat und Parteikolleg Kaspar Villiger ernannte am 1. Oktober 1998 Arbenz zum Geschäftsleiter der Eidgenössischen Versicherungskasse des Bundes, nachdem diese wegen Misswirtschaft und Managementfehlern in Schieflage geriet.
Als Milizioffizier war Arbenz Kommandant des Infanterie Regiments 25 und der Grenzbrigade 6 (die ehemalige Führungsanlage der Brigade wird noch heute Villa Arbenz genannt und ist heute ein Museum). Zuletzt ernannte Korpskommandant Ulrico Hess ihn zum stellvertretenden Kommandanten seines Feldarmeekorps 4. Daneben war er im Jahr 1994 Generalinspektor der UN-Friedenstruppe der United Nations Protection Force während den Jugoslawienkriegen und von 1994 bis 1997 präsidierte er die Schweizerische Offiziersgesellschaft (SOG).
Ab 2001 war er Präsident der Helvetas, die 2011 mit Intercooperation zu Helvetas Swiss Intercooperation fusionierte. Er wurde 2012 von Elmar Ledergerber abgelöst.
Arbenz war verheiratet und Vater von drei Söhnen. Er starb im September 2023 im Alter von 86 Jahren.